# Grootvleugeligen
De grootvleugeligen (Megaloptera) zijn een orde van gevleugelde insecten. Het is een relatief kleine groep die ongeveer 300 vertegenwoordigers telt. Er zijn verschillende uitgestorven groepen beschreven, grootvleugeligen zijn als fossiel bekend vanaf het Mesozoïcum. Ze worden beschouwd als een van de meest primitieve insecten binnen de Endopterygota, dit zijn de meer geavanceerde insecten die een volledige gedaanteverwisseling kennen.
Grootvleugeligen komen voor in Europa, Azië en noordelijk Afrika en verder in delen van Zuid-Amerika. Omdat de larven zich altijd in het water ontwikkelen zijn de grootvleugeligen meestal niet ver van een waterbron te vinden. De meeste vertegenwoordigers zijn onopvallende diertjes, de mannetjes van een aantal soorten hebben echter extreem lange kaken die niet dienen om te eten of te bijten, maar om andere mannetjes te imponeren.
Grootvleugeligen zijn ondanks hun grote vleugeloppervlak geen behendige vliegers en hebben een fladderige vlucht. De larven van grootvleugelige insecten zijn langwerpig van vorm en zien er opmerkelijk uit door de drie paar looppoten aan de voorzijde en acht paar pootachtige structuren aan weerszijden van het lichaam aan de achterzijde. Dit zijn echter de kieuwen zodat de larve onder water kan ademen.

## Verspreiding
Grootvleugeligen worden verdeeld in twee families, de Corydalidae en de Sialidae. De soorten uit de eerste groep komen voor in Afrika en Zuid- en Noord-Amerika, de Sialidae komen voor in Europa en Azië. In westelijk Europa komen ongeveer 6 soorten voor, waarvan er drie in Nederland leven; Sialis fuliginosa, Sialis lutaria en Sialis nigripes. De soorten worden wel elzenvliegen of slijkvliegen genoemd.
Grootvleugeligen leven altijd bij het water, dit komt doordat de larven van alle soorten onder water leven en zich op de oever verpoppen. De eitjes worden altijd op waterplanten afgezet.

## Uiterlijke kenmerken

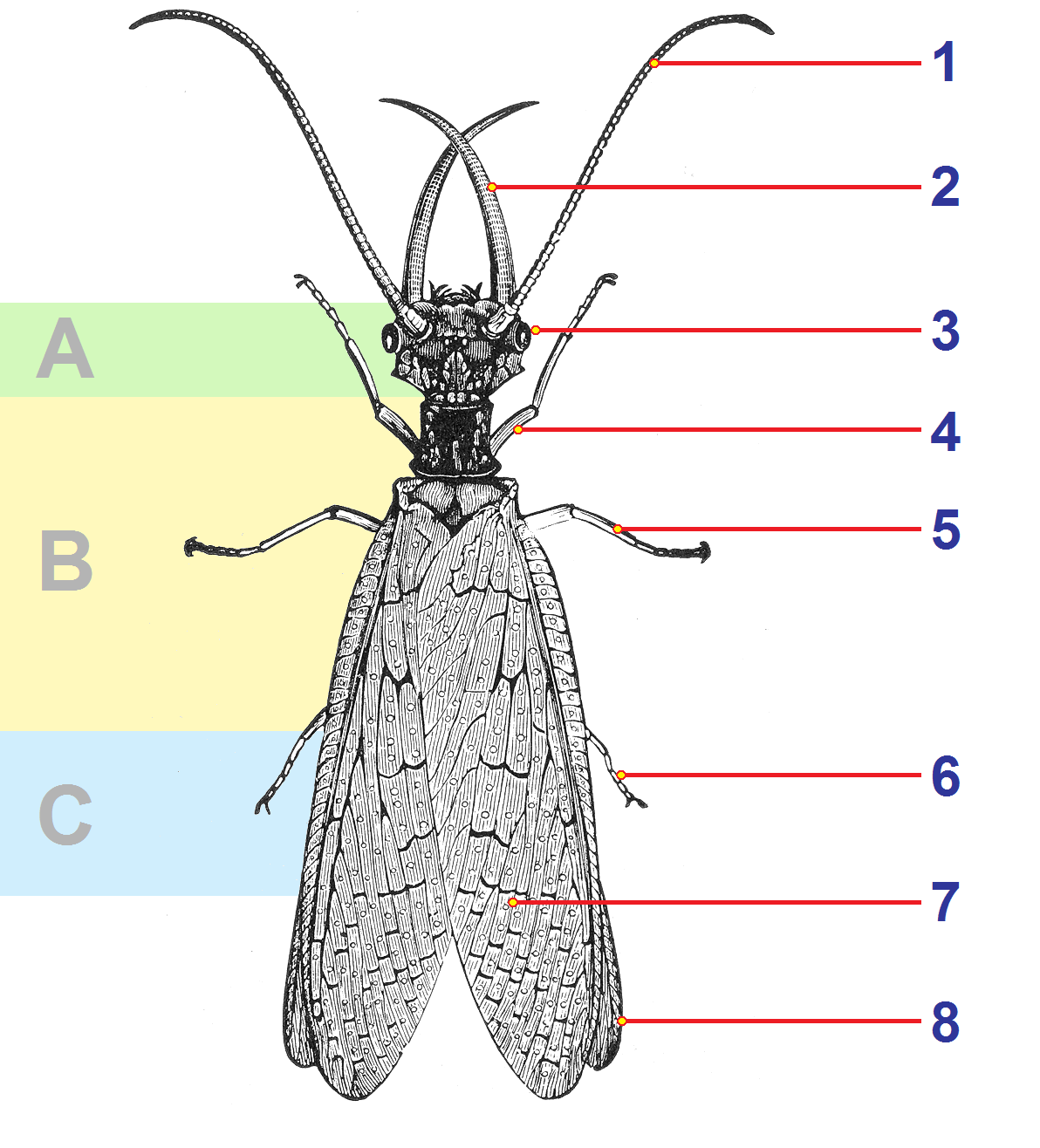
Lichaamskenmerken van een Corydalidae-soort:

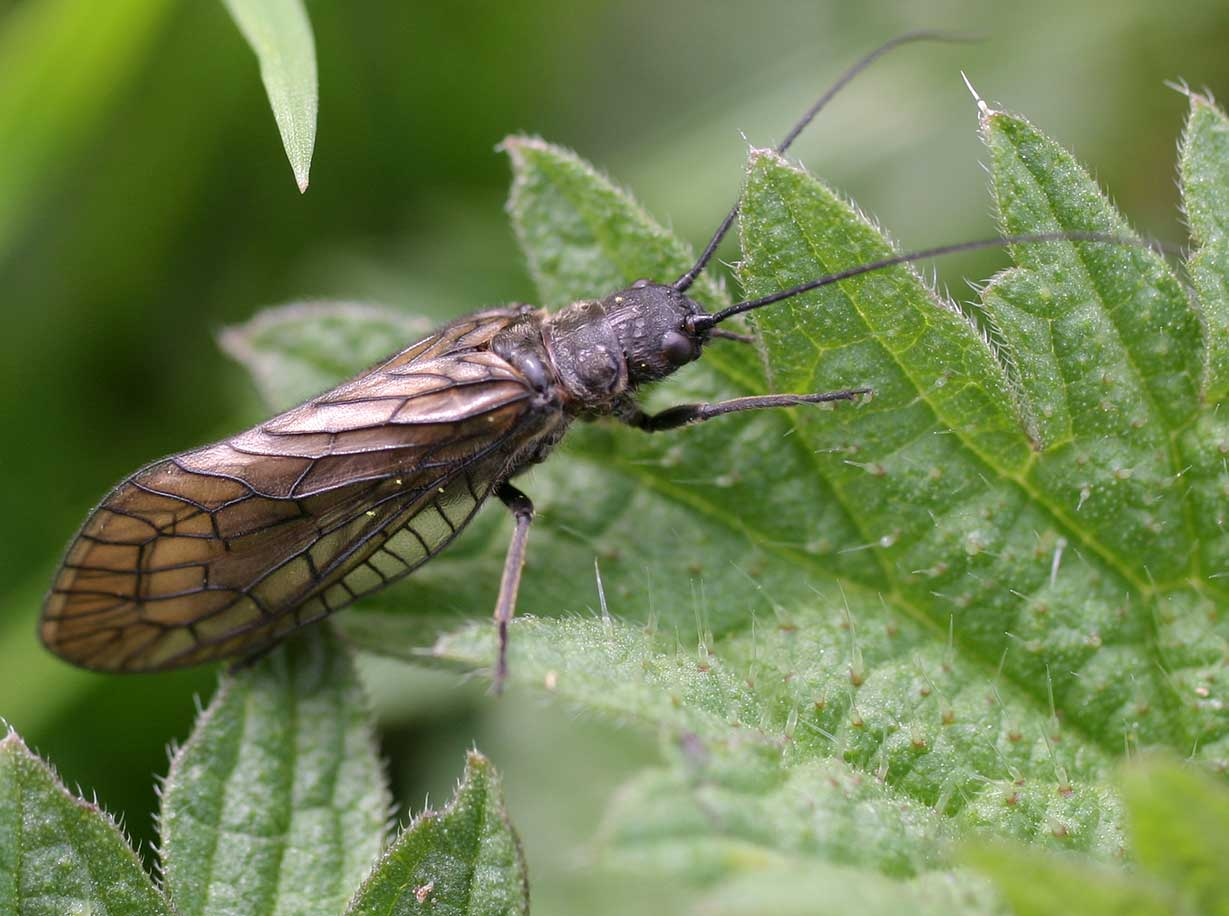
Sialis lutaria behoort tot de Sialidae.

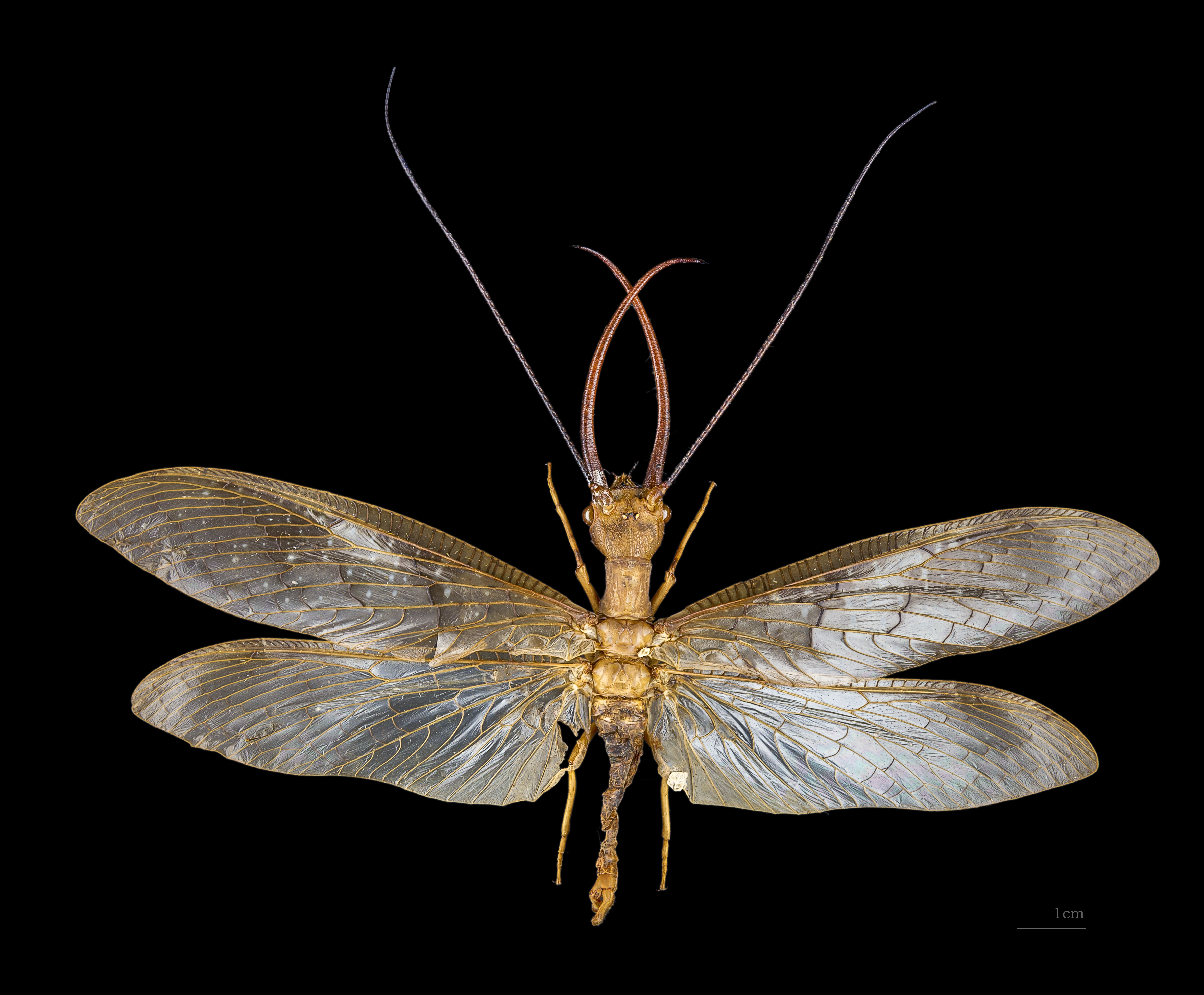
Corydalus behoort tot de Corydalidae.

Grootvleugeligen danken hun naam aan de relatief grote vleugels in vergelijking met andere insecten. De vleugels worden in rust over elkaar op de bovenzijde gevouwen. De vleugels zijn enigszins transparant en zijn voorzien van een duidelijke vleugeladering.
De soorten uit de familie Sialidae blijven altijd klein en bereiken een lichaamslengte van ongeveer drie centimeter. De soorten uit de familie Corydalidae worden in de regel groter, en enkele uitschieters kunnen in vergelijking met andere insecten reusachtige vormen aannemen. Vertegenwoordigers van het geslacht Acanthocorydalis uit Japan kunnen een lichaamslengte van zeven centimeter en een spanwijdte of vlucht van 16 cm bereiken en zijn de grootst bekende grootvleugeligen.
Grootvleugeligen hebben vrijwel altijd een bruine tot grijze kleur, slechts enkele soorten hebben bonte kleuren zoals gele vlekken. Door de net-achtige vleugeladering lijken veel soorten in rust op een verdord blad.

### Kop
De kop van grootvleugeligen draagt een paar lange antennes, die zijn opgebouwd uit dunne geledingen. De antennes zijn bij het overgrote deel van de soorten draadvormig of filiform, ze zijn nooit verdikt en eindigen nooit in een knop zoals andere insecten voorkomt. Bij een klein aantal soorten zijn de antennes geveerd, de antenneleden dragen bij dergelijke soorten kleine dwarsuitsteeksels. Dit komt maar bij een klein deel van de soorten voor, zoals de soorten uit het geslacht Chauliodes. Opmerkelijk is dat bij een aantal soorten zowel de mannetjes als de vrouwtjes geveerde antennes hebben, zoals de soort Chauliodes pectinicornis. Bij andere soorten hebben alleen de mannetjes geveerde antennes en zijn ze bij de vrouwtjes draadvormig, zoals bij Chauliodes rastrinicornis.
De ogen zijn aan weerszijden van de kop geplaatst en bestaan net als bij andere insecten niet uit één geheel maar uit vele kleine deeloogjes. Het geheel wordt aangeduid met samengesteld oog, de individuele deeloogjes worden de ommatidiën genoemd.
De twee families van grootvleugeligen zijn te onderscheiden aan de aan- of afwezigheid van ocelli aan de bovenzijde van de kop. Ocelli zijn een groepje van drie enkelvoudige lensjes die een ondergeschikte visuele functie naast de samengestelde ogen. De ocelli kunnen geen beelden vormen maar alleen grove lichtverschuivingen waarnemen en dienen waarschijnlijk slechts om het dag- en nachtritme vast te stellen. Bij de familie Corydalidae zijn altijd ocelli aanwezig, maar bij de familie Sialidae daarentegen ontbreken deze structuren altijd. Dit verschijnsel waarbij een deel van de groep bepaalde kenmerken heeft komt ook voor bij sommige andere groepen van insecten, zoals de kameelhalsvliegen (Rhacidophoriidae).
Aan de voorzijde van de kop zijn de kaken of mandibels gelegen, de mandibels verschillen sterk tussen de twee families van de grootvleugeligen. De leden van de familie Sialidae hebben in het volwassen stadium een klein lichaam en kleine kaken, maar de volwassen Corydalidae- soorten worden vaak groter en kunnen daardoor krachtige kaken ontwikkelen. Bij een aantal soorten hebben de mannetjes enorme kaken, die dienen om rivalen te imponeren. Soms vinden er gevechten plaats tussen mannetjes, waarbij ze met behulp van de kaken proberen de tegenstander om te duwen. Ook worden de kaken gebruikt om een vrouwtje vast te houden tijdens de paring. Dergelijke sterk vergrote kaken komen ook voor bij een aantal kevers, zoals het vliegend hert (Lucanus cervus). De kaken van mannetjes zijn echter niet geschikt om voedsel te verkleinen of vijanden te bijten, dit in tegenstelling tot de vrouwtjes van grotere soorten. Deze zijn wel in staat de kaken krachtig samen te trekken en kunnen een mens gemeen bijten. De kaken zijn voorzien van twee paar palpen of tasters, de maxillaire palpen en de labiale palpen. De maxillaire palp heeft bij de grootvleugeligen altijd 4 of 5 segmenten en de labiale palp 3 of 4.

### Borststuk
Het borststuk draagt drie paar poten aan de onderzijde en twee paar vleugels aan de bovenzijde. De poten zijn niet gespecialiseerd, ze bestaan uit verschillende geledingen en eindigen in kleine klauwtjes die tarsen worden genoemd. De tarsen dragen kleine haakjes waarmee het insect zich aan het substraat hecht.
De vleugels zijn relatief groot, de vleugels aan de voorzijde worden de voorvleugels genoemd en de vleugels aan de achterzijde worden aangeduid met achtervleugels. De voor- en achtervleugels zijn ongelijkvormig; de voorvleugels zijn meestal langer en de achtervleugels zijn juist breder maar korter. De vleugeladering van de voorvleugels valt op door het costale veld; dit is de bovenrand van de vleugel. De vleugeladeren staan hier loodrecht op de vleugelrand, zodat de strook doet denken aan een ladder. De vleugels van grootvleugeligen hebben geen pterostigma, dit is een verdikt deel van de vleugel nabij de vleugelpunt. Netvleugeligen zoals gaasvliegen en mierenleeuwen hebben deze structuur wel, die vaak te herkennen is aan de afwijkende kleur en als een vlek zichtbaar is.

### Achterlijf
Het achterlijf is gesegmenteerd en is zowel aan de onder- als aan de bovenzijde voorzien van beschermende platen. De platen aan de buikzijde worden de sternieten genoemd en die aan de rugzijde worden aangeduid met tergieten.
Aan het einde van het achterlijf zijn bij de grootvleugeligen nooit cerci aanwezig. Bij sommige gelijkende insecten zoals de steenvliegen (Plecoptera) komen deze juist altijd voor. Ook een legboor bij de vrouwtjes ontbreekt, dit is een 'angel'achtige structuur waarmee de eitjes worden afgezet.

### Verschillen
De belangrijkste uiterlijke verschillen tussen de soorten uit de familie elzenvliegen (Sialidae) en de soorten uit de familie Corydalidae zijn in onderstaande tabel weergegeven.
| Kenmerk      | Sialidae                  | Corydalidae              |
| ------------ | ------------------------- | ------------------------ |
| Ocelli       | afwezig                   | aanwezig                 |
| Lengte imago | meestal kleiner dan 25 mm | meestal groter dan 25 mm |
| Lengte larve | tot 30 mm                 | tot 90 mm                |
| Kaken        | klein                     | groot                    |

## Levenswijze
Grootvleugeligen hebben overeenkomstig met hun naam weliswaar een groot vleugeloppervlak maar zijn slechte vliegers. Ze hebben geen organen die de vleugels aansturen zoals tweevleugeligen en gebruiken ook geen aerodynamische trucjes tijdens het vliegen zoals bekend is van vliesvleugeligen. Alle grootvleugeligen vallen duidelijk op als ze vliegen doordat ze een duidelijke fladderende vlucht hebben. Ze zijn niet erg behendig en zijn door roofdieren zoals vogels makkelijk uit de lucht te plukken. Dit is de reden dat alle soorten nachtactief zijn.

### Voortplanting en ontwikkeling

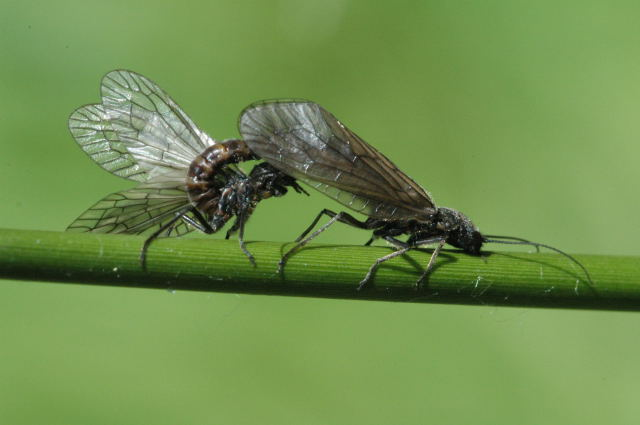
Paring van de soort Sialis lutaria.

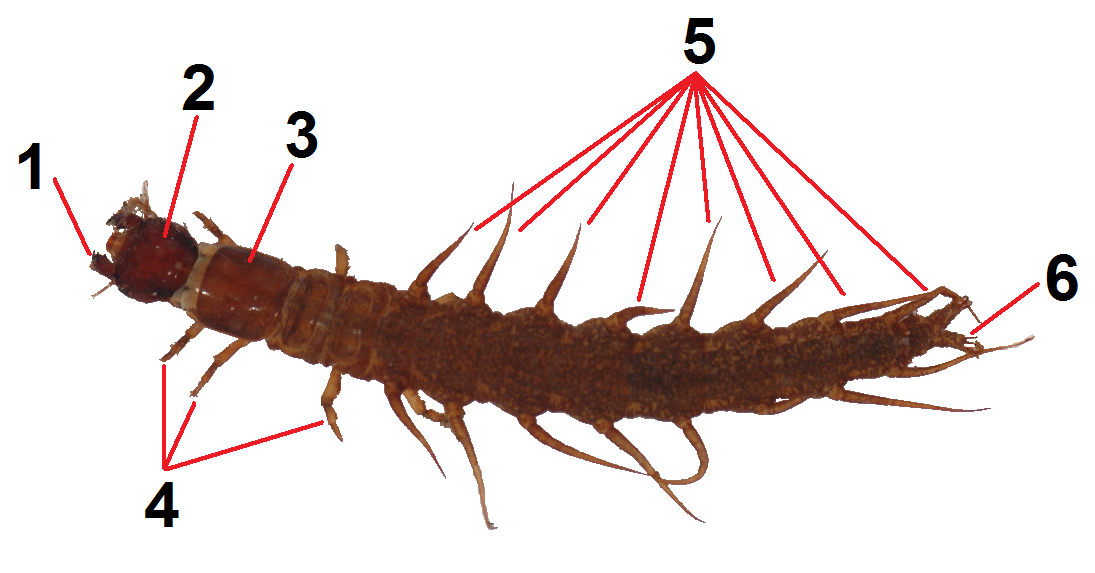
Lichaamsdelen van de larve:

Mannetjes zoeken de vrouwtjes op waarna de paring aanvangt. Een probleem bij de paring s dat de vleugels in de weg zitten. Het mannetje moet daardoor contact maken met de vrouwelijke geslachtsopening door zijn achterlijfspunt, die zijn genitalia draagt, sterk voorwaarts te buigen, zodat het achterlijf een C-vorm krijgt.
De vrouwtjes zetten grote aantallen eitjes af, de eitjes zijn zeer klein. Een legsel bestaat vaak uit honderden eitjes, die altijd in een zeer regelmatige structuur van rijen en kolommen worden afgezet. Vaak is een deel van een takje of blad grotendeels bedekt met eieren. Het vrouwtje houdt tijdens het afzetten haar lichaam stil en beweegt alleen haar achterlijfspunt, die een uitrekbare legbuis draagt. Alleen haar poten bewegen zich af en toe om een nieuwe rij eitjes aan het substraat te plakken. Bij veel soorten worden de eitjes onbeschermd afgezet, bij sommige soorten worden ze bedekt door een vloeistof die wordt afgescheiden uit het achterlijf van het vrouwtje. Als de vloeistof opdroogt kleurt het residu wit, zodat het eipakket op een vogelpoepje lijkt.

#### Larve
De larven van grootvleugeligen hebben ongeacht de familie waartoe ze behoren een sterk gelijkende bouw en levenswijze. De larven zijn onmiskenbaar omdat ze, zodra ze het ei hebben verlaten, altijd in het water leven. De larve betreedt het land alleen om te verpoppen aan het eind van zijn ontwikkeling of als een poel uitdroogt. De larven hebben drie paar gelede poten en acht paar puntige maar weke uitsteeksels, dit zijn de kieuwen van de larve.
Aan de voorzijde van het lichaam is de kop gelegen, die bedekt is door een harde chitineuze laag, dit wordt het kopschild genoemd. De larve heeft geen samengestelde ogen maar bezit aan weerszijden van de kop enkele individuele lensjes de ommatidia. Boven deze oogjes zijn twee korte gelede antennes aanwezig. Aan de onderzijde van de kop zijn de kaken gelegen, deze zijn in vergelijking met andere insecten groot en krachtig. De larven van grootvleugeligen kunnen hier krachtig mee bijten en verwondingen veroorzaken bij de mens.
Het achterlijf draagt het ademhalingsapparaat, bij de meeste insectenlarven is dit een inwendig stelsel van buisjes maar bij onderwater levende larven is het ademhalingsapparaat uitwendig en voorzien van vele zijtakken om het zuurstofopnemend oppervlak te vergroten. Ieder achterlijfssegment draagt een stekelachtige projectie, aan de basis hiervan is aan de onderzijde van het lichaam een lichte structuur aanwezig die doet denken aan een pluk haar. Het orgaan bestaat uit zeer dunne buisjes die zuurstof onttrekken uit het water. Dankzij de uitsteeksels lijkt de larve van een grootvleugelige op een 'onderwaterduizendpoot' en hieraan is de larve van andere in het water levende insectenlarven te onderscheiden. De kieuwen van de larven zijn goed ontwikkeld; ze functioneren ook op het land zolang het lichaam maar vochtig blijft.
 aan het einde van het achterlijf zijn twee pootachtige structuren gelegen, de zogenaamde propoten. De propoten dragen haakjes waarmee de larve zich aan de ondergrond kan verankeren.
De larven leven meerdere jaren onder water en kunnen behoorlijk groot worden. De larve van Corydalus- soorten kan 7,5 tot 9 centimeter lang worden. De larven worden door hun grootte wel gebruikt om roofvissen te vangen in de sportvisserij. Omdat de grote larven van zich af kunnen bijten, zullen alleen grote rovende vissoorten toehappen.

#### Pop
Als de larve zich aan het eind van de tweede of derde zomer volledig heeft ontwikkeld vindt de verpopping plaats. De larve verlaat hiertoe het water en graaft een holletje in de oever. Dit wordt de popkamer of poppenwieg genoemd. Van de soorten uit het geslacht Sialis is bekend dat ze tot vijf meter ver kunnen kruipen voordat ze zich ingraven. De larven overwinteren in de popkamer en de volwassen exemplaren komen pas in het volgende jaar in de zomer tevoorschijn.
De pop van grootvleugeligen wordt wel exaraat genoemd. Dit betekent dat de contouren van de vleugels, poten en andere uitsteeksels van de imago al duidelijk zijn waar te nemen bij de pop, hoewel ze nog in aanleg zijn. De meeste insecten die een exarate pop hebben, danken hieraan enige mate van bewegingsvrijheid. Als ze worden belaagd door een vijand kunnen ze hun lichaam laten kronkelen om zo af te leiden of te ontkomen. Van enkele insectengroepen is zelfs beschreven dat de pop zijn pootjes al kan gebruiken en snel weg kan rennen bij verstoring, zoals de poppen van de kameelhalsvliegen. De larven van grootvleugeligen echter kennen een nog hogere vorm van mobiliteit; ze kunnen zowel de poten als de krachtige kaken bewegen en zo van zich af bijten als een vijand zich aandoet.

### Voedsel en vijanden

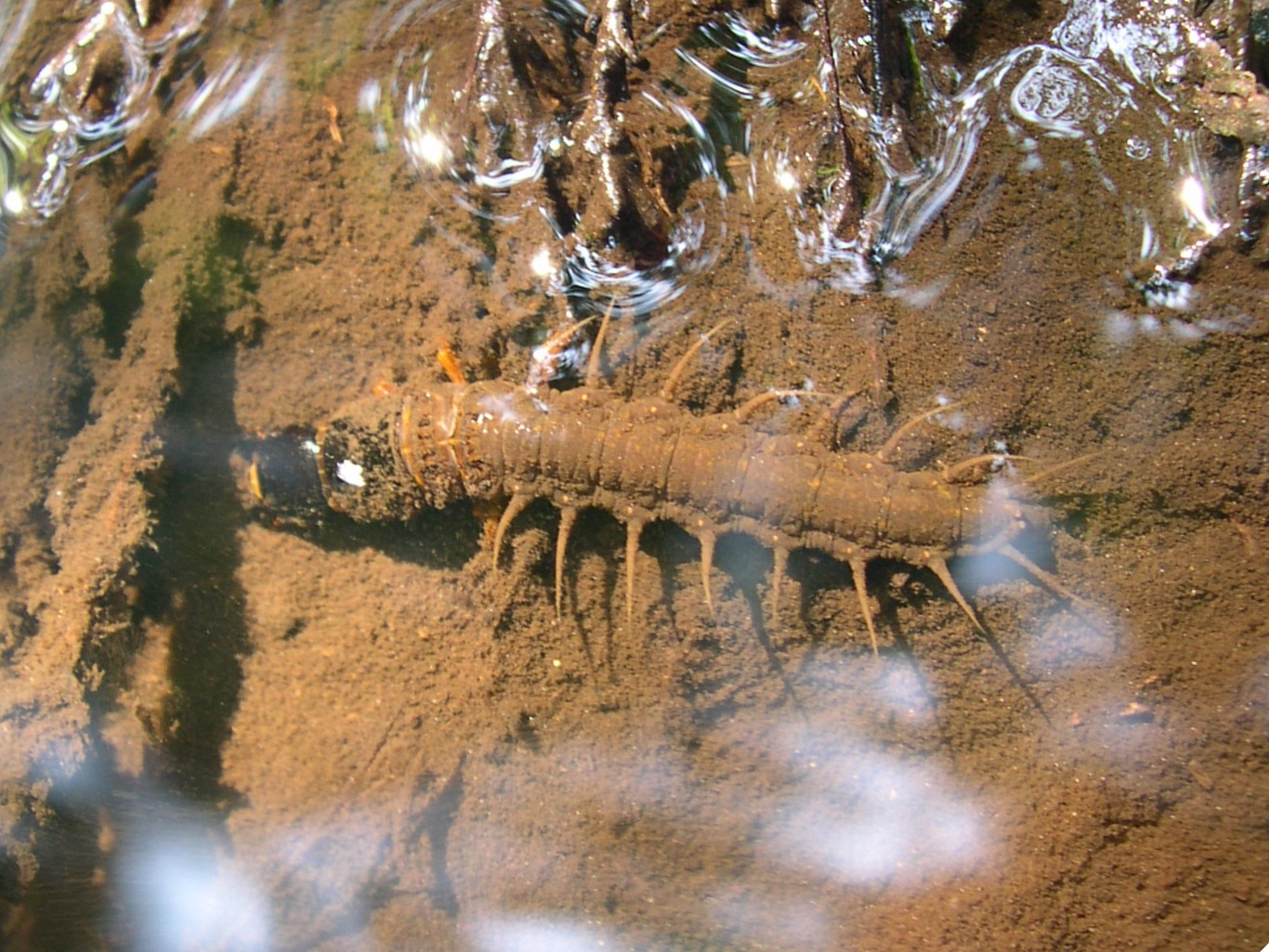
De larve, hier van de Japanse soort Parachauliodes japonicus, leeft altijd onder water en jaagt op kleine diertjes.

Vrijwel alle soorten zijn nachtactief en houden zich overdag schuil op de begroeiing. Tijdens de schemering worden de insecten actief en gaan op zoek naar een geschikte partner. De volwassen individuen van de meeste soorten nemen geen voedsel meer op en hebben alle energie die nodig is voor het zoeken naar een partner als larve bij elkaar gegeten. De grotere soorten uit het geslacht Corydalus hebben enorme kaken die totaal ongeschikt zijn om te eten. Vrijwel alle soorten leven, na het ontpoppen, nog maar enkele dagen tot soms enkele uren.
De larven zijn zonder uitzondering felle rovers die onder water jagen op kleine diertjes. Ze eten verschillende ongewervelden zoals insecten en de larven uit onderzoek naar de soort Corydalus cornutus is gebleken dat vooral de larven van andere insecten worden gegeten, vooral de larven van schietmotten (Trichoptera) en larven bepaalde soorten kriebelmuggen. Larven die in gevangenschap worden gehouden kunnen worden gevoed met muggenlarven en visvoer in vlokvorm. Van volwassen Corydalus- exemplaren is bekend dat ze een water-honing mengsel oplikken en ook is beschreven dat veel vangsten van de volwassen insecten zijn gedaan op rottende plantendelen zoals fruit.
Natuurlijke vijanden van de larven zijn rovende insecten en grote vissen. Ook de mens is een vijand van de larven; de larve wordt op grote schaal als aas gebruikt om specifieke soorten zoetwatervissen aan de haak te slaan. De larve van de grotere soorten wordt gebruikt om verschillende zonnebaarzen te vangen, zoals de baars Micropterus dolomieu.

## Naamgeving en taxonomie
Grootvleugeligen danken hun Nederlandstalige naam aan de relatief grote vleugels en ook de wetenschappelijke naam is hiervan afgeleid. Mega(-)loptera is Grieks (μέγα-) voor groot en pteryx (πτέρυξ) betekent vleugels.
De soorten uit de familie Sialidae, die ook in Europa voorkomen, worden ook wel slijkvliegen of elzenvliegen genoemd. De soorten uit de familie Corydalidae hebben geen eenduidige Nederlandstalige naam. In de Engelse taal worden ze wel 'dobsonflies' genoemd, de larven van grootvleugeligen worden aangeduid met 'hellgrammites'.
De grootvleugeligen werden lange tijd tot de netvleugeligen gerekend, dit is een andere orde van insecten. Tegenwoordig wordt de groep als een aparte orde beschouwd. Grootvleugeligen zijn uiterlijk nauwelijks veranderd sinds het Mesozoïcum en zijn een zeer oude groep van insecten.

### Taxonomie
- Familie Corydalidae
- Familie Sialidae (elzenvliegen of slijkvliegen)